# Giovanni Margonari
Giovanni Margonari (Mantova, 30 agosto 1924 – ...) è stato un calciatore e allenatore di calcio italiano.
È stato un'importante figura di riferimento del calcio governolese.

## Carriera
Inizia a giocare a calcio nelle giovanili della U.S. Governolese, poi, dopo lo scoppio della guerra, viene tesserato dal Mantova con cui si mette in mostra nel Torneo Misto di Guerra del 1944, realizzando due reti in otto incontri.
Con i virgiliani disputa due stagioni di Serie B con 53 presenze e nove reti.
Nell'estate del 1947 viene acquistato dalla Fiorentina; dalla viola viene subito girato in prestito al Palermo, dove gioca cinque partite di Serie B. L'anno successivo ritorna al Mantova in prestito, poi nel 1950 viene girato anche al Bolzano, con cui gioca la sua ultima stagione tra i professionisti.
Nel 1951 passa al Sustinente, però l'anno successivo ritorna a Governolo in qualità di allenatore-giocatore.
Nel 1955 si trasferisce al Moglia per giocare in Serie D. L'anno seguente ritorna ancora alla Governolese e ci rimane fino al 1960, poi si trasferisce al Sustinente, società nella quale disputa la sua ultima stagione da giocatore-allenatore.
Nel campionato seguente ritorna ancora una volta alla Governolese, ma in qualità di allenatore. Tra il 1962 e il 1975 allenerà a Governolo in modo discontinuo, alternandosi spesso con altri allenatori nel corso delle stagioni.